# Las Puentes
Las Puentes es una localidad de México perteneciente al municipio de Cuautepec de Hinojosa en el estado de Hidalgo.

## Geografía
A la localidad le corresponden las coordenadas geográficas 20° 2’ 42.711” de latitud norte y 98° 11’ 0.735” de longitud oeste, con una altitud de 2349 m s. n. m. Se encuentra a una distancia aproximada de 14.24 kilómetros al este de la cabecera municipal, Cuautepec de Hinojosa.
En cuanto a fisiografía se encuentra dentro de las provincia del Eje Neovolcánico, dentro de la subprovincia de Lagos y Volcanes de Anáhuac; su terreno es de sierra. En lo que respecta a la hidrografía se encuentra posicionado en la región Tuxpan–Nautla, dentro de la cuenca del río Tecolutla, en la subcuenca del río Necaxa. Cuenta con un clima templado subhúmedo con lluvias en verano, de mayor humedad.

## Demografía
En 2020 registró una población de 627 personas, lo que corresponde al 1.04 % de la población municipal. De los cuales 323 son hombres y 304 son mujeres. Tiene 166 viviendas particulares habitadas.
| Gráfica de evolución demográfica de Las Puentes entre 1910 y 2020                            |
|                                                                                              |
| Población de los censos y conteos del Instituto Nacional de Estadística y Geografía (INEGI). |

## Economía
La localidad tiene un grado de marginación alto y un grado de rezago medio.